# Werner Haardt
Werner Ludwig Haardt (Kettwig (DE), 3 oktober 1913 - 26 oktober 2013) was een Nederlands jurist en raadsheer in de Hoge Raad der Nederlanden.
Haardt, geboren in het Duitse Kettwig (onder wat toen nog het Duitse keizerrijk was), studeerde rechten aan de Universiteit Leiden en de Victoria-Universiteit van Manchester, waar hij in 1937 afstudeerde. Op 28 november 1945 promoveerde hij te Leiden bij R.P. Cleveringa op het proefschrift De veroordeling in de kosten van het burgerlijk geding. Al sinds zijn afstuderen was hij werkzaam als bedrijfsjurist bij Philips Gloeilampen te Eindhoven. In 1952 werd hij advocaat te Den Haag. Op 4 september 1958 werd hij naast zijn praktijk als advocaat benoemd tot buitengewoon hoogleraar burgerlijk procesrecht aan zijn alma mater, die hij op 21 november aanvaardde met de oratie Fair play in het burgerlijk geding. In 1967 verliet hij de advocatuur om voltijds hoogleraar te worden, met als leeropdracht het burgerlijk procesrecht en het industriële en intellectuele eigendomsrecht. Naast zijn positie als hoogleraar was Haardt ook raadsheer-plaatsvervanger bij het Gerechtshof Den Haag.
Op 27 oktober 1975 werd Haardt door de Hoge Raad bovenaan de aanbeveling voor benoeming geplaatst ter vervulling van een vacature die was ontstaan door het leeftijdsontslag van Louis Hollander; Haardt stond al twee jaar eerder op de aanbeveling. De Tweede Kamer nam de aanbeveling ongewijzigd over op haar voordracht en de benoeming volgde op 9 december van dat jaar. Op 1 november 1983 werd aan Haardt ontslag verleend wegens het bereiken van de wettelijke pensioenleeftijd van 70 jaar.
Haardt was in 1962-1963 voorzitter van de Nederlandse Juristen-Vereniging. Haardt werd bij de lintjesregen van 1984 benoemd tot Commandeur in de Orde van de Nederlandse Leeuw, samen met president Charles Moons en procureur-generaal W.J.M. Berger. Hij was op 18 juni 1940 te Oegstgeest gehuwd met Quirina Fredrika Böthlingk. Haardt overleed op 26 oktober 2013 op de leeftijd van 100 jaar.